# Christine Bøe Jensen
Christine Bøe Jensen, född den 3 juni 1975 i Hammerfest, Norge, är en norsk fotbollsspelare. Vid fotbollsturneringen under OS 2000 i Sydney deltog hon i det norska lag som tog guld.